# Doug Savant
Douglas Peter Savant (Burbank, California, 21 de junio de 1964) es un actor estadounidense.

## Biografía
Desde 1992 hasta 1997, Savant interpretó a Matt Fielding en Melrose Place. El beso entre su personaje Matt y Ty Millar fue censurado en la segunda temporada, la cual fue editada por la compañía FOX. Savant dejó la serie tras seis temporadas; su personaje murió en un accidente automovilístico.
Savant participó en la película Godzilla de 1998, en la que interpreta a un sargento militar llamado O'Neal.
Desde 2004 hasta 2012, trabajó en la serie Desperate Housewives, en la cual interpretaba el papel de Tom Scavo, padre de una familia de 5 hijos e importante trabajador de una compañía de publicidad.

## Filmografía parcial

### Largometrajes
- Swing Shift (1984)
- De pelo en pecho (Teen Wolf, 1985)
- Admiradora secreta (Secret Admirer, 1985)
- Trick or Treat (1986)
- Masquerade (1988)
- Paint It Black (1989)
- Red Surf, de H. Gordon Boos, junto a George Clooney.
- Maniac Cop 3 (Maniac Cop III: Badge of Silence, 1992)
- Godzilla (1998), de Roland Emmerich
- The One (2001)
- All You've Got (2006)

### Series de televisión
- Melrose Place
- Profiler
- Harsh Realm
- Firefly
- JAG
- Nip/Tuck
- NYPD Blue
- 24
- The Outer Limits
- CSI: Crime Scene Investigation: Mr Brady. Episodio "Swap Meet" (2004)
- Desperate Housewives: Tom Scavo, en la primera temporada (2004-2005), Tom fue un personaje recurrente, casado con Lynnette Scavo, interpretada por Felicity Huffman. Gracias a la audiencia, Savant fue contratado para las siguientes temporadas.
- Criminal Minds: Malcolm Taffert. Episodio 196 (2013)
- Castle: Trevor Nigel. Episodio "The G.D.S." (2016)
- Lucifer : Forest Clay. Episodio 23 Temporada 3 (2017)